# Frans van den Dungen
Frans Henri Antoine van den Dungen (Saint-Gilles (Bruxelas), 4 de junho de 1898 — Boitsfort, 22 de maio de 1965) foi um matemático belga.
Foi professor da Universidade Livre de Bruxelas. Em 1946 recebeu o Prêmio Francqui. Em 1946 recebeu o Prêmio Francqui sobre Ciências Exatas.